# Оранијенбаум у Русији
Оранијенбаум (рус. Ораниенба́ум) је руска краљевска резиденција, смештена у Финском заливу западно од Санкт Петербурга. Дворске палате и центар града су места УНЕСКО-ве светске баштине.

## Историја
1707. године, четири године након што је Петар Велики основао Санкт Петербург, дао је земљиште поред мора "својој десној руци", Александру Даниловичу Меншикову.
Меншиков је наручио архитекте Ђованија Марију Фонтану и Готфрида Шедела, који су саградили његову резиденцију, велику Меншикову палату, од 1710. до 1727. године (не мешати са Меншиковом палатом у Санкт Петербургу, коју су саградили исти архитекти отприлике у исто време). Централни део палате повезан је двема галеријама са два јапанска и црквена павиљона са куполама. Доњи парк, украшен фонтанама и скулптурама, и Горњи врт постављени су истовремено. Палата се налази у близини Доњег парка, чија је композитна оса канал који води до мора. Овај канал је имитација канала који је дизајнирао сам Петар Велики у својој оближњој резиденцији - палати Петерхоф.
Меншиков је свргнут убрзо након Петрове смрти, и умро је у изгнанству, а палата је изгубљена за његову породицу. Године 1743. Оранијенбаум је постао летња резиденција великог војводе Петра Фјодоровича, наследника царице Јелисавете (будућег цара Петра III). Током последњих десет година Јелисаветине владавине, Бартоломео Франческо Растрели реконструисао је Велику палату, додајући лепоту њеном декору.
Од 1756. до 1762. године, архитекта Антонио Риналди саградио је тврђаву Петерштат на обали реке Карост за великог војводу Петра Фјодоровича. 1762. године царица Катарина II наредила је изградњу предграђа под називом „Моја сеоска кућа“. У ту сврху Риналди је саградио Кинеску палату (1762–1768), мешавину барокне архитектуре, класицизма и кинеских мотива, павиљонКаталнаја Горка (1762–1774), павиљон куполе и Почасну капију са кулом са шиљком.

## План Оранијенбаума
|  | А — Доњи врт В — Горњи парк С — Доњи рибњак D — Горњи рибњак E — Карпин рибњак F — Кинеско језеро G — Рибњак у облику слова П H — Морски канал | 1 — Меншикова палата (1711-1727) 2 — Кућа слика (1710 — 1730, или 1752—1754) 3 — Доње куће (1710 — 1720, или 1749—1751) 4 — Капија тврђаве Петерштат (1757) 5 — Палата Петра III (1758—1762) 6 — Камена сала (1749—1751) 7 — Коњички корпус (1767) 8 — Кинеска палата (1762—1768) 9 — Павиљон тобогана (1762—1774) 10 — Павиљон «Кинеска кухиња» (1852—1853) 11 — Пергола (1870) |

Кинеска палата је споља релативно једноставна грађевина, једноспратна, изузев малог централног павиљона, обојеног у благу комбинацију окер и жуте боје. Седамнаест соба у унутрашњости, које су украшавали Риналди и други водећи уметници и занатлије тог дана, садрже ружичасте, плаве и зелене украсне елементе, обојене свиле и сложене штукатуре. Риналдијеви паркети су дивно сложени, користећи неколико врста ретког руског и увозног дрвета.
Међу истакнутим ентеријерима кинеске палате су салон са стакленим перлама, на чијим је зидовима окачено 12 паноа богато обојених таписерија које приказују егзотичне птице и фауну. Фине беле стаклене перле које чине позадину таписерија дају целој соби прозрачан, светлуцав квалитет који је дизајниран да буде посебно ефикасан у светлу Белих ноћи. Утицај кинеских мотива наглашен је у Великом кинеском салону, где су зидови обложени интарзионим облогама од дрвета и кљова моржа, и које приказују оријенталне пејзаже, и великим кинеским лампионима који висе у угловима. У соби се налази и билијарски сто енглеске производње са врхунским резбаријама у дрвету.
Горњи врт је био постављен од 1750. до 1770. године.
Палата је била место две оперске премијере за либрета Пјетра Метастазија средином осамнаестог века, Amor prigioniero (један чин, компоновао Франческо Араја, 1755) и Semiramide riconosciuta (три чина, компоновао Винћенцо Манфредини, 1760).
У 19. веку Оранијенбаум је постао племићко властелинство. Током Другог светског рата Оранијенбаум је страдао у много мањој мери од осталих предграђа Санкт Петербурга, пошто је овде била постављена одбрана на такозваном „Оранијенбаум мосту“. Међутим, комплекс је опустео у послератном периоду, а његова озбиљна рестаурација започела је тек крајем 1990-их. Обнова Оранијенбаума био је спор процес. Рестаурацијама Царског Села и Петерхофа дат је већи приоритет, и то је један од разлога што је Оранијенбаум мање посећена атракција.

Око палате је настао град Ломоносов.
- Велика Меншиков палата
- Павиљон Каталнаја горка
- Павиљон Камена сала
- Коњички корпус
- Доње куће

## Скулптуре Оранијенбаума
- Зима
- Пролеће
- Дијана из Версаја
- Аполон Белведере
- Тритон спашава децу